# Фридрихсвердерская церковь
Фридрихсвердерская церковь (нем. Friedrichswerdersche Kirche) — неоготическая церковь в берлинском районе Фридрихсвердер. Это первая в Берлине крупная постройка в стиле «кирпичной готики».
Построена по проекту знаменитого архитектора Карла Фридриха Шинкеля. Её строительство продолжалось с 1824 по 1831 годы. Прообразом кирпичного однонефного здания стали неоготические капеллы при английских колледжах. Заказчиком строительства выступил кронпринц Фридрих Вильгельм. Особенностью Фридрихсвердера, в то время городка под Берлином, были узкие и кривые улочки, которые придавали ему средневековый колорит. Это, в свою очередь, повлияло на пожелания заказчика. Хотя в целом это неоготическое сооружение, в четком кубическом разделении корпуса и фасада просматривается влияние классицизма.
Во время Второй мировой войны церковь была разрушена и пролежала в руинах до 1982 года, когда началась реставрация. Завершена она была в 1987 году. Сейчас в церкви расположен отдел Национальной галереи. Здесь выставлены скульптуры мастеров прусского классицизма, включая работы Шадова и Рауха. Также в церкви расположена постоянная экспозиция, посвященная жизни и творчеству Карла Фридриха Шинкеля, которую называют «Музеем Шинкеля».